# Pijltjes schieten

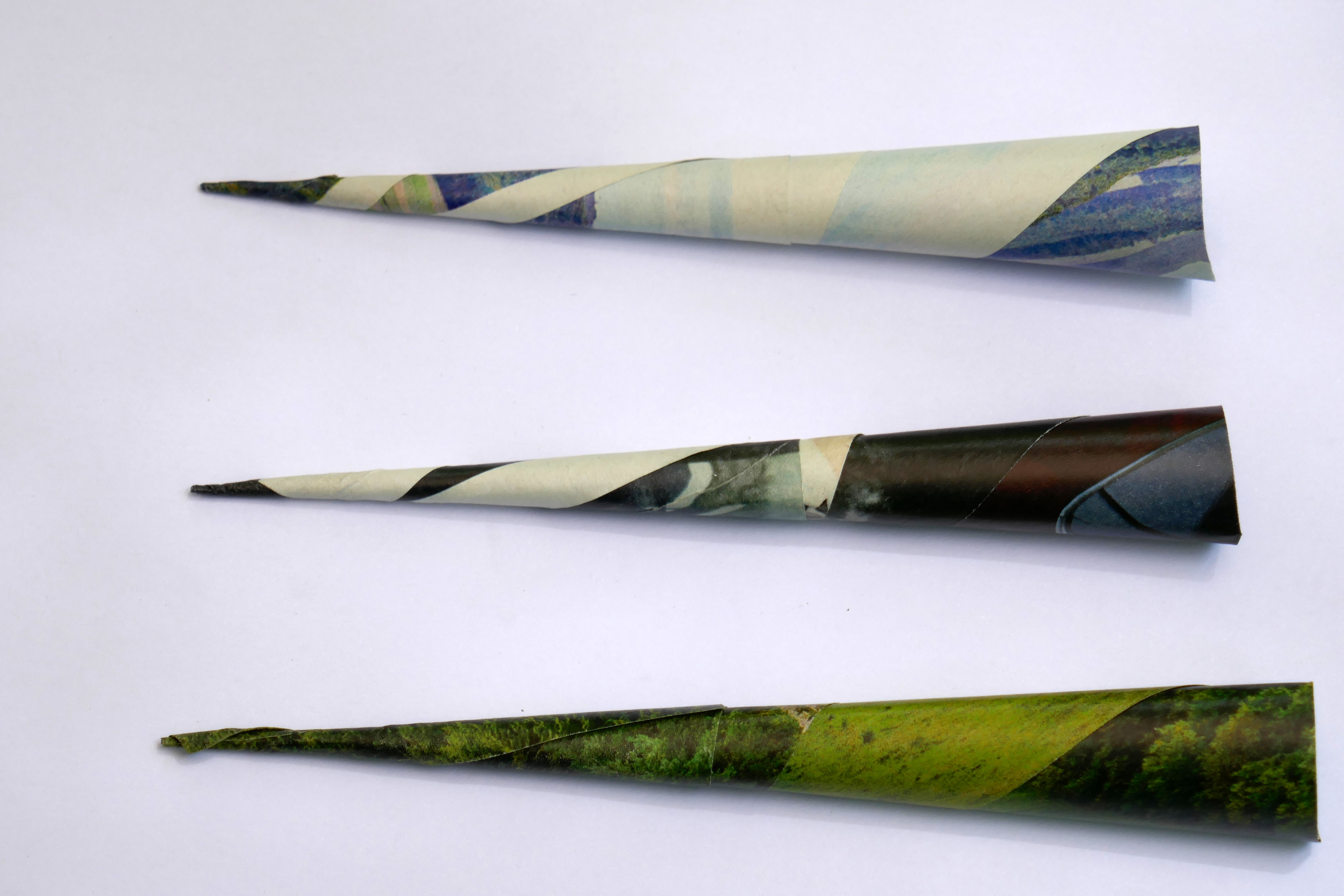
Papieren pijltjes

Pijltjes schieten is een spel dat kinderen soms spelen. Door met een krachtige stoot in een lange buis te blazen worden daarin geplaatste van papier gemaakte pijltjes afgeschoten op een doelwit, zoals medespelers of niet-levende voorwerpen. Natuurvolkeren maken soms bij de jacht gebruik van een blaaspijp met vergiftigde pijltjes.
Een variant is het afschieten van bolletjes, bijvoorbeeld van sneeuwbessen, conifeerbessen of elzenproppen.
Ouders keuren pijltjesschieten vaak af, omdat ze vermoeden dat het risico bestaat dat er iets mis gaat, bijvoorbeeld dat iemand een pijl in het oog krijgt. En het in het oog krijgen van een papieren pijltje kan inderdaad de oorzaak van ernstig oogletsel zijn.

## Constructie van de buis
Voor het pijltjesschieten worden vaak pvc-buizen gebruikt zoals die worden gebruikt voor het aanleggen van elektriciteitsleidingen. Ook koperbuis wordt wel gebruikt.

## Pijlen
Pijlen worden van langwerpige stroken papier gedraaid en met een beetje speeksel wordt de punt geplakt. Het ideale papier lijkt halfglanzend papier te zijn zoals dat bijvoorbeeld wordt gebruikt voor veel Nederlandse tijdschriften.
Het papier wordt in de lengte uit het tijdschrift gescheurd, zodat stroken van ongeveer 30 cm lang en 5 of 7 cm breed ontstaan.
Een pijl krijgt aanvankelijk een uiteinde dat een iets grotere doorsnee heeft dan de schietbuis. Na het plakken van de pijl wordt de pijl op maat gescheurd door hem in de buis te steken en af te scheuren waar hij niet meer past. Dit zorgt ervoor dat een pijl zo veel mogelijk lucht blokkeert bij het schieten, waardoor hij zo snel mogelijk kan worden afgevuurd.
Kinderen dragen vaak een heel pak stroken papier bij zich, over de rand van de broek gestoken. Een geoefend kind rolt in enkele seconden een pijl en is dus tijdens het spel vrijwel nooit zonder munitie.

## Stekende pijlen
Een lastig bijeffect van speeksel als lijmstof is dat soms de verbinding losschiet, waardoor een opengerold pijltje aan de binnenkant van de schietbuis blijft plakken. Hierdoor neemt de geschiktheid van de buis als schietwapen dramatisch af; andere pijlen blijven in de resten van de vorige steken. Om dit te voorkomen kan men in plaats van speeksel plakband gebruiken.
Uitgedroogde pijlen laten minder snel los en zijn over het algemeen makkelijker te verwijderen als ze al blijven steken.

## Uitbreidingen
Schietbuizen worden vaak voorzien van allerlei uitbreidingen die een buis er meer als een dreigend of effectief wapen moeten doen uitzien. Zo worden extra buizen parallel aan de schietbuis gemonteerd of van andere materialen gemaakte viziers.
Een papieren pijltje dat vastzit in de buis kan makkelijk verwijderd worden door de buis rond te zwiepen. De middelpuntvliedende kracht zal in de meeste gevallen het papieren pijltje verwijderen.

## Afbeeldingen

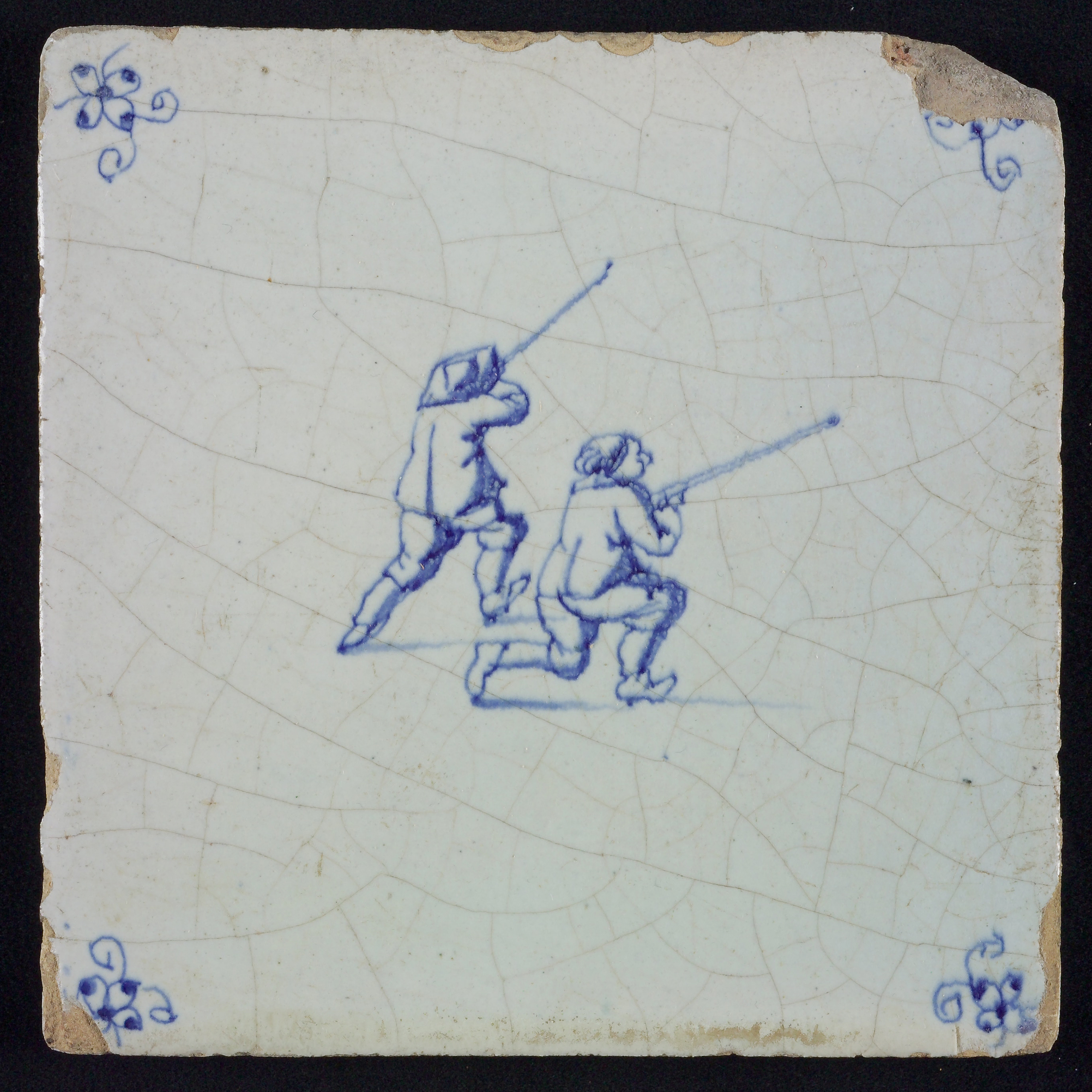
Twee kinderen spelen met blaaspijpen

## In de cultuur
Het jeugdboek De Blaaspijpers van de Montelbaan door Jo Elsendoorn volgt de avonturen van kinderen uit de Amsterdamse Nieuwmarktbuurt die ook met blaaspijpen spelen. In een bespreking van het boek licht Renée Simons toe: "'Machtig' was toen een stoer woord, dat hoorde bij de even stoere uitrusting van een plastic blaaspijp en een wasknijper met reepjes krantepapier om pijltjes van te draaien. Niets leukers dan zo'n pijltje door de open ramen naar binnen te schieten. De kinderen uit de Nieuwmarktbuurt hadden nog iets beters verzonnen, die mikten op de Montelbaanstoren en hielden wedstrijden wie het eerst de wijzerplaat kon raken."